# Ibádíja

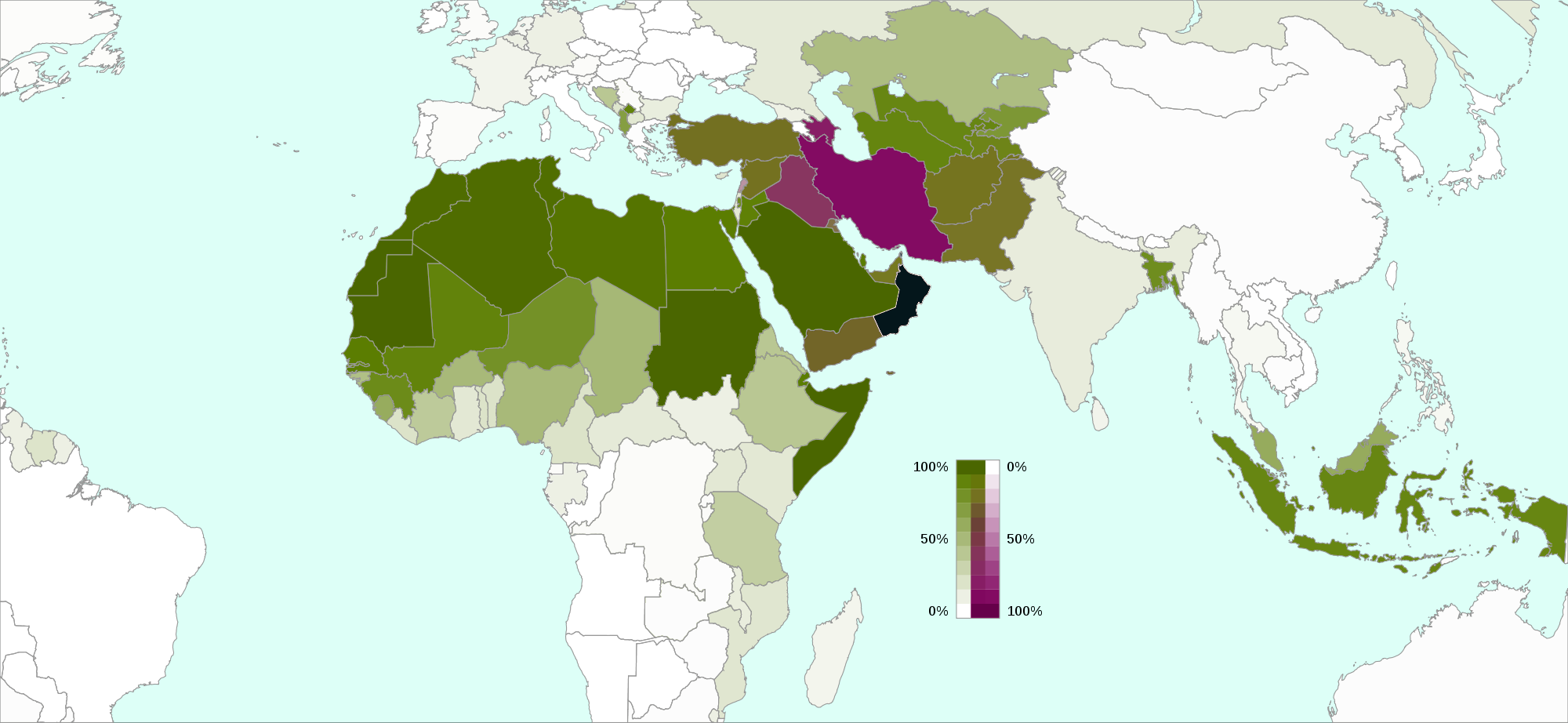
Rozšíření islámu: zeleně je vyznačen sunnitský islám, fialová barva představuje ší'itský islám a modrá ibádíju islám (Omán).

Ibádíja (arabsky الاباضية‎, al-Ibáḍíja) je sekta a minoritní větev islámu, odlišná od větve sunnitské a ší'itské. Je převládající formou islámu v Ománu, kde se k ní hlásí více než polovina obyvatel, a na Zanzibaru, ale ibádíjové (česky též ibádité) se rovněž nacházejí v Alžírsku (Mzab), Libyi (pohoří Nafúsa), Tunisku (Džerba) a východní Africe.
Ibádíja, jež vznikla několik desetiletí po smrti Mohameda, je považována za poměrně konzervativní. Ibádíjové odmítají řazení k sektě cháridža ze strany většinových sunnitů.